# Aliens vs. Predator 2
Aliens vs. Predator 2, även känd som AVP 2: Requiem (engelska: AVP-R: Aliens vs. Predator: Requiem), är en amerikansk science fiction-film som hade biopremiär i USA den 25 december 2007 Filmen är en direkt uppföljare till Alien vs Predator från 2004. I denna ser man för första gången på film (ombord på ett Predator-rymdskepp) hur en PredAlien, en Alien som kommit ut ur en Predator, och i AVP 2 så dödar det nya monstret alla Predators ombord på rymdskeppet innan det kraschlandar ner mot Jorden igen (då skeppet i den tidigare filmen sågs lämna Jordens atmosfär). Skeppet landar i småstaden Gunnison i Colorado (USA) och där försöker en grupp människor meningslöst överleva horder av invaderande Aliens och den nya dödliga PredAlien, vilken konstant föder upp nya Aliens genom stadens invånare. Samtidigt försöker en ensam elit-Predator att rensa upp spåren efter utomjordingarnas existens och utrota alla Aliens. Regeringen har dock egna planer på situationen.

## Rollista (i urval)
| Steven Pasquale  | – Dallas             |
| Reiko Aylesworth | – Kelly              |
| John Ortiz       | – Morales            |
| John Lewis       | – Ricky              |
| Ariel Gade       | – Molly              |
| Kristen Hager    | – Jesse              |
| Ian Whyte        | – Predator/rovdjuret |

## Om filmen
Filmen hade Sverigepremiär den 4 januari 2008.

### Fotnoter
1. ↑  ”Aliens Vs. Predator - Requiem” (på engelska). Box Office Mojo. 25 december 2007. http://www.boxofficemojo.com/movies/?id=avp2.htm. Läst 10 september 2016.
2. ↑  ”Aliens vs. Predator: Requiem”. Svensk filmdatabas. 4 januari 2008. http://www.sfi.se/sv/svensk-filmdatabas/Item/?type=MOVIE&itemid=65757. Läst 10 september 2016.